# Scotinotylus boreus
Scotinotylus boreus är en spindelart som beskrevs av Alfred Frank Millidge 1981. Scotinotylus boreus ingår i släktet Scotinotylus och familjen täckvävarspindlar. Inga underarter finns listade i Catalogue of Life.